# Bryum tenuifolium
Bryum tenuifolium là một loài rêu trong họ Bryaceae. Loài này được Brid. mô tả khoa học đầu tiên năm 1801.